# Brachylophosaurus
Brachylophosaurus canadensis
Genre
Espèce
Brachylophosaurus est un genre éteint de « dinosaures à bec de canards » herbivores du sous-ordre des ornithopodes et de la famille des hadrosauridés. Il est connu par quelques squelettes et des os isolés trouvés dans des lits à ossements de la formation de Judith River au Montana et de la formation d'Oldman en Alberta. Les niveaux où ses restes fossiles ont été trouvés datent d'environ 78 Ma (millions d'années), du Campanien moyen (Crétacé supérieur).
Une seule espèce est rattachée au genre : Brachylophosaurus canadensis.

## Étymologie
Le nom de genre Brachylophosaurus est composé des mots du grec ancien brachys, « petit », lophos, « crête » et sauros « lézard », « lézard à petite crête », pour indiquer sa petite crête plate caractéristique sur le sommet de son crâne.

## Historique
L'animal a été décrit pour la première fois par Charles Mortram Sternberg (1885-1981) en 1953, à partir d'un crâne et d'un squelette incomplet initialement identifiés comme appartenant à Gryposaurus (alors connu sous le nom de Kritosaurus). Il est surtout remarquable pour sa crête osseuse aplatie sur le dessus de sa tête. Quelques chercheurs ont proposé l'hypothèse que cette crête ait pu servir dans des combats rituels (Weishampel et Horner, 1990), mais elle ne semble pas assez forte pour encaisser les chocs. Les pattes avant sont également remarquables par leur longueur inhabituelle.
En 1994, le paléontologue Nate Murphy a découvert un squelette complet et en parfaite condition de brachylophosaure, qu'il a surnommé « Elvis ». Six ans plus tard, en 2000, « Leonardo », un brachylophosaure presque adulte, totalement articulé et partiellement momifié, a été retrouvé et est considéré comme étant l'une des plus spectaculaires découvertes de dinosaures jamais faite, si bien qu'il fut ajouté au  Livre Guinness des records. « Roberta », un squelette presque complet fut également mis au jour, ainsi que « Peanut », un juvénile partiellement préservé, montrant quelques empreintes de peau.

## Description

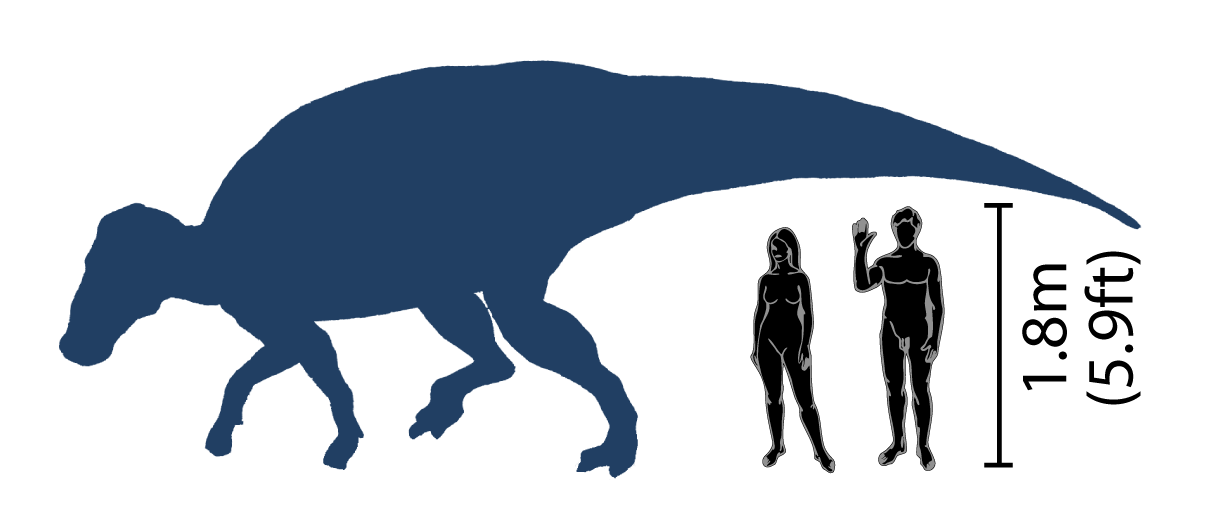
Diagramme de comparaison entre un Brachylophosaurus de 9 mètres de long et des humains.

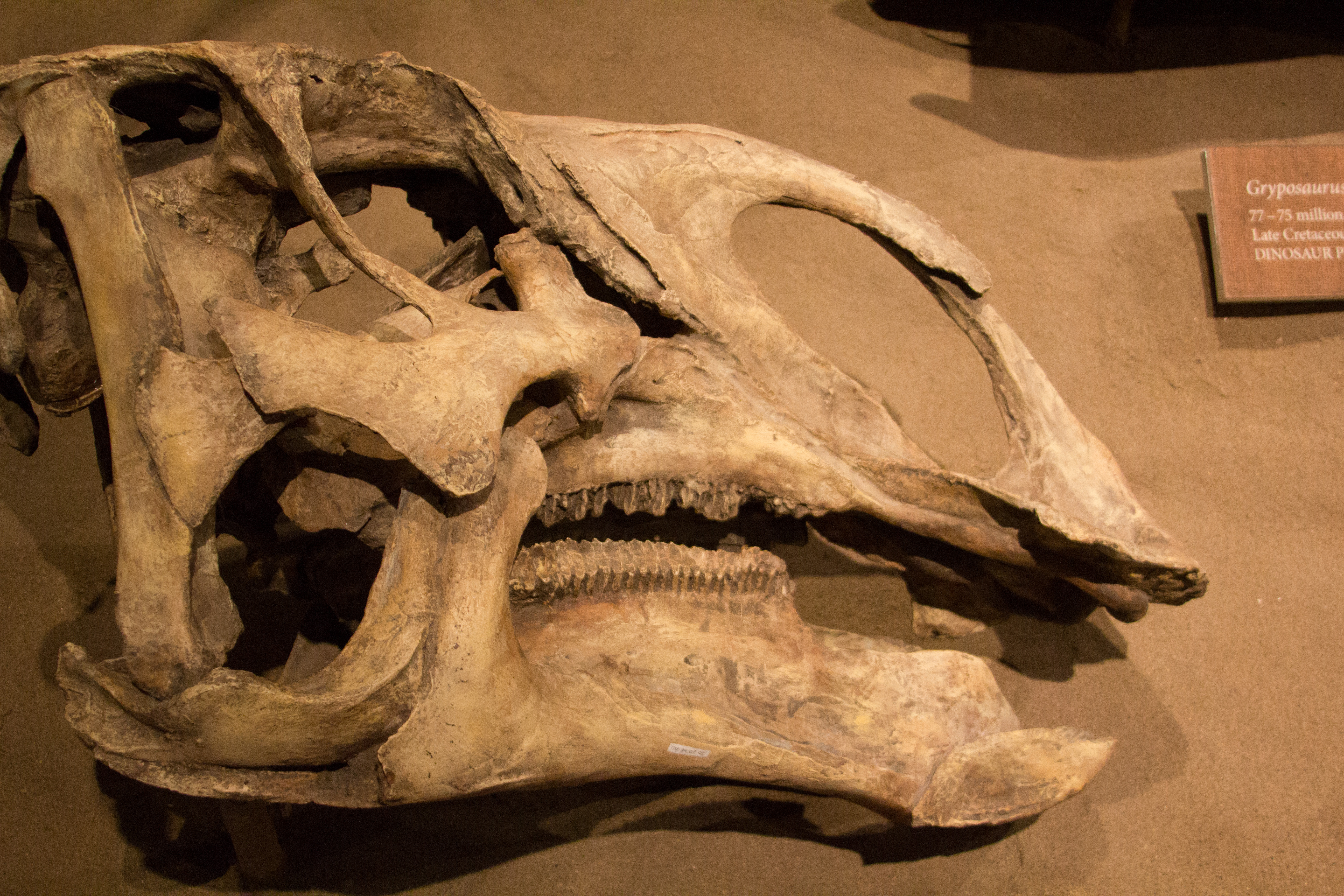
Moulage du crâne holotype.

La longueur maximale de Brachylophosaurus a été estimé à 11 mètres par Gregory S. Paul en 2010 pour une masse de 7 tonnes. Thomas Holtz tempère fortement cette estimation en 2011 avec des valeurs de 8,50 mètres et de 2 à 2,5 tonnes selon le sexe et l'âge de l'animal.
Il est caractérisé par sa crête osseuse plate et horizontale, en forme de pagaie sur le dessus de l'arrière du crâne. À l'âge adulte cette crête couvre la quasi-totalité du sommet du crâne et son ouverture (fenestra) supra-temporale,.
Sa tête est relativement petite, ses bras inférieurs inhabituellement longs et la partie supérieure de son bec est plus large que chez les autres hadrosaures contemporains.

### Pathologie
En 2003, la présence de tumeurs, dont des hémangiomes, fibromes, cancers métastatiques et des ostéoblastomes a été identifiée sur les vertèbres de Brachylophosaurus par tomodensitométrie et fluoroscopie. 
Ces types de tumeurs ont été observés également sur les genres Bactrosaurus, Gilmoreosaurus et Edmontosaurus.

## Classification

### Phylogénie
Le cladogramme ci-dessous a été réalisé par Prieto-Marquez et ses collègues en 2016 ; il est ici simplifié, ne détaillant pas la sous-famille des Lambeosaurinae. Il précise leurs phylogénies précédentes de 2010 et 2013,. Leur analyse phylogénétique a pris en compte 61 espèces d'hadrosauridés caractérisées par 273 traits morphologiques (189 au niveau du crâne et 84 pour le squelette post-crânien). Elle montre la proximité de Brachylophosaurus avec les genres Maiasaura et Acristavus et peut-être Probrachylophosaurus, l'ensemble formant un petit clade de saurolophinés basaux regroupés parfois sous le nom de tribu des Brachylophosaurini :
- - Telmatosaurus
  - 
    - 
      - Jintasaurus
      - Lophorhothon

    - 
      - Claosaurus
      - 
        - Tethyshadros
        - Hadrosauridae
          - Hadrosaurus
          - Saurolophidae
            - Lambeosaurinae
            - Saurolophinae
              - 
                - Acristavus
                - Maiasaura
                - Brachylophosaurus

              - 
                - 
                  - Naashoibitosaurus
                  - 
                    - Kritosaurus
                    - 
                      - Gryposaurus
                      - 
                        - Big Bend UTEP 37.7
                        - 
                          - Willinaqake
                          - Secernosaurus

                - 
                  - "Sabinosaure" PASAC-1
                  - 
                    - 
                      - Prosaurolophus
                      - 
                        - Augustynolophus
                        - Saurolophus

                    - 
                      - Kerberosaurus
                      - 
                        - Kundurosaurus
                        - 
                          - Shantungosaurus
                          - Edmontosaurus